# Mitsubishi Heavy Industries Football Club 1977
Questa voce raccoglie le informazioni riguardanti il Mitsubishi Heavy Industries nelle competizioni ufficiali della stagione 1977.

## Stagione
Nella stagione 1977 il Mitsubishi Heavy Industries si ritrovò a competere su più fronti contro il Fujita Kogyo: eliminato in semifinale di Coppa dell'Imperatore dai futuri vincitori della manifestazione, il Mitsubishi Motors concluse il campionato al secondo posto, con tredici punti di ritardo sul Fujita Kogyo. In Japan Soccer League Cup il Mitsubishi Motors giunse fino ai quarti di finale, dove fu eliminato dallo Yanmar Diesel.

## Maglie e sponsor
| Manica sinistra · Manica sinistra · Maglietta · Maglietta · Manica destra · Manica destra · Pantaloncini · Calzettoni |

## Rosa
| N. |                     | Ruolo | Calciatore          |
| -- | ------------------- | ----- | ------------------- |
| 1  | Giappone (bandiera) | P     | Mitsuhisa Taguchi   |
| 2  | Giappone (bandiera) | D     | Kuniya Daini        |
| 3  | Giappone (bandiera) | D     | Kazuo Saitō         |
| 4  | Giappone (bandiera) | D     | Eiichi Otani        |
| 5  | Giappone (bandiera) | C     | Hiroshi Ochiai      |
| 6  | Giappone (bandiera) | C     | Takaji Mori         |
| 7  | Giappone (bandiera) | C     | Michio Ashikaga     |
| 8  | Giappone (bandiera) | C     | Ichirō Hosotani     |
| 9  | Giappone (bandiera) | A     | Kazumi Takada       |
| 10 | Giappone (bandiera) | A     | Hisao Sekiguchi     |
| 11 | Giappone (bandiera) | C     | Mitsunori Fujiguchi |
| 12 | Giappone (bandiera) | A     | Hisao Saito         |
| 13 | Giappone (bandiera) | D     | Hisao Suzuki        |

| N. |                     | Ruolo | Calciatore          |
| -- | ------------------- | ----- | ------------------- |
| 14 | Giappone (bandiera) | C     | Masatoshi Matsunaga |
| 15 | Giappone (bandiera) | D     | Masao Seki          |
| 16 | Giappone (bandiera) | D     | Takao Hirano        |
| 17 | Giappone (bandiera) | C     | Hiroshi Muramatsu   |
| 18 | Giappone (bandiera) | D     | Yuzuru Oguro        |
| 20 | Giappone (bandiera) | D     | Hiroshi Saito       |
| 21 | Giappone (bandiera) | C     | Noboru Nagao        |
| 22 | Giappone (bandiera) | P     | Kenzō Yokoyama      |
|    | Giappone (bandiera) | D     | Satoru Kawashima    |
|    | Giappone (bandiera) | D     | Yasuyuki Kishino    |
|    | Giappone (bandiera) | C     | Mitsuo Katō         |
|    | Giappone (bandiera) | A     | Ikuo Takahara       |

## Statistiche

### Statistiche di squadra
| Competizione          | Punti | Totale | Totale | Totale | Totale | Totale | Totale | DR  |
| Competizione          | Punti | G      | V      | N      | P      | Gf     | Gs     | DR  |
| --------------------- | ----- | ------ | ------ | ------ | ------ | ------ | ------ | --- |
| JSL Division 1        | 47    | 18     | 9      | 7      | 2      | 34     | 21     | +13 |
| JSL Cup               | -     | 5      | 3      | 0      | 2      | 9      | 6      | +3  |
| Coppa dell'Imperatore | -     | 3      | 2      | 0      | 1      | 8      | 2      | +6  |
| Totale                |       | 26     | 14     | 7      | 5      | 51     | 29     | +22 |

### Statistiche dei giocatori
| Giocatore | JSL Division 1 | JSL Division 1 | JSL Division 1 | JSL Division 1 |
| Giocatore | Presenze       | Reti           | Ammonizioni    | Espulsioni     |
| --------- | -------------- | -------------- | -------------- | -------------- |
| Ahikaga   | 17             | 6              | -              | -              |
| Daini     | 6              | -              | -              | -              |
| Fujiguchi | 14             | 4              | -              | -              |
| Hosotani  | 8              | 1              | -              | -              |
| Kato      | 18             | 4              | -              | -              |
| Ochihai   | 18             | 1              | -              | -              |
| Saito     | 18             | 1              | -              | -              |
| Sekiguchi | 16             | 5              | -              | -              |
| Taguchi   | 18             | -              | -              | -              |
| Takada    | 17             | 4              | -              | -              |
| Takahara  | 2              | 1              | -              | -              |